# Praxithea lanei
Praxithea lanei är en skalbaggsart som beskrevs av Joly 1995. Praxithea lanei ingår i släktet Praxithea och familjen långhorningar.
Artens utbredningsområde är Venezuela. Inga underarter finns listade i Catalogue of Life.